# Maui Patera
La Maui Patera è una struttura geologica della superficie di Io.